# Tomo Križnar

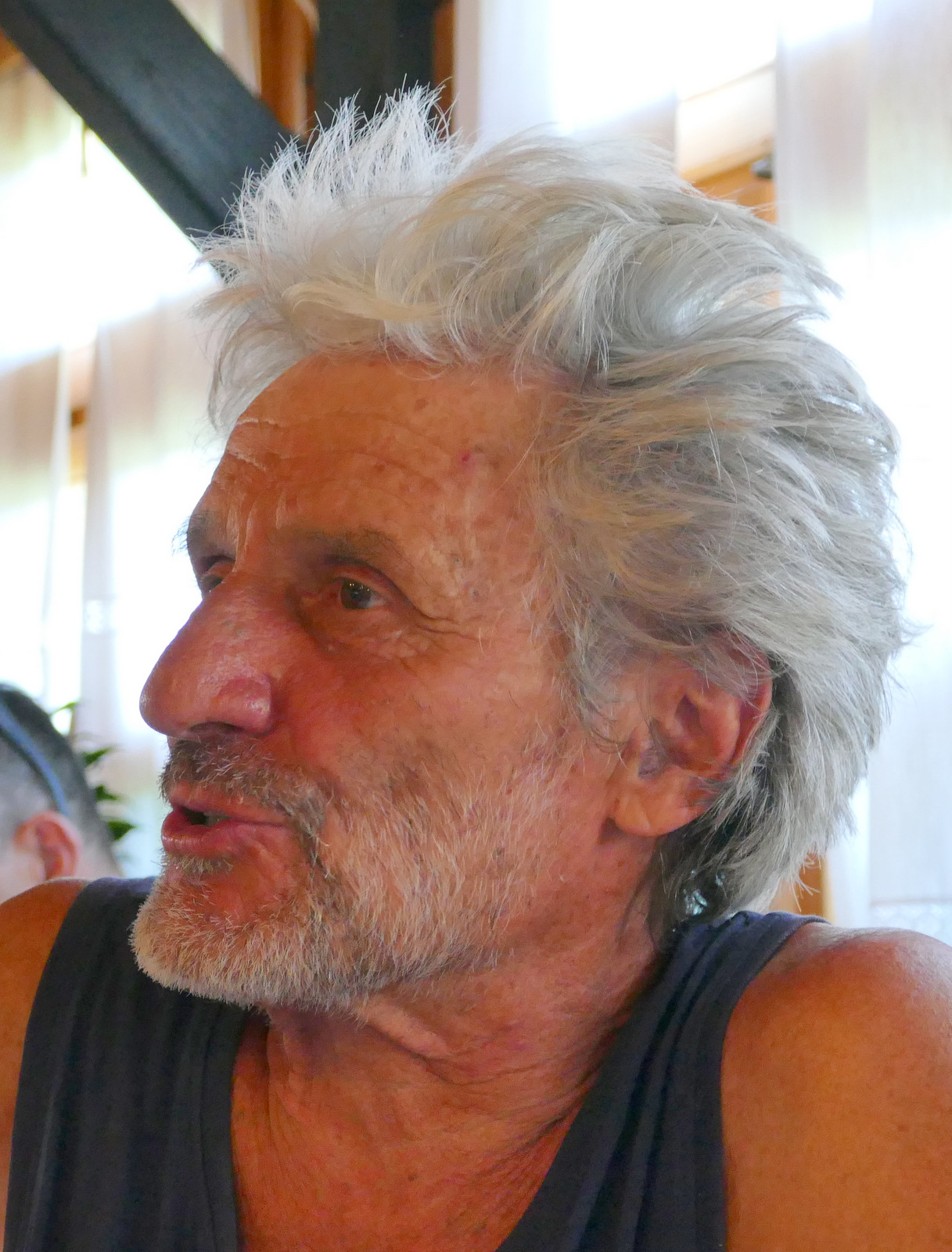
Tomo Križnar

Tomo Križnar (* 26. August 1954 in Jesenice, Jugoslawien, heute Slowenien) ist ein slowenischer Friedensaktivist, Filmemacher und Schriftsteller und war 2006 Sondergesandter des slowenischen Präsidenten für die Krisenregion Darfur im Sudan.
Tomo Križnar hatte den Sudan bereits in den 1980er Jahren und noch einmal 1998 bereist und sich dort bei den Nuba in den Nuba-Bergen aufgehalten. Nach seinem zweiten Besuch veröffentlichte er Bücher und Filme über die Nuba (insbesondere Nuba – das reine Volk), in denen er auch über die Menschenrechtsverletzungen an den Nuba berichtete. Daneben bereiste Križnar zahlreiche weitere Länder, darunter das besetzte Tibet.

## Verhaftung in Darfur/Sudan 2006
Im Februar 2006 war Tomo Križnar ohne gültiges Visum mit Hilfe von Rebellen aus dem Nachbarland Tschad in die sudanesische Darfur-Region eingereist, um als Sonderabgesandter der slowenischen Regierung die Zustände im anhaltenden Darfur-Konflikt zu untersuchen.
Am 20. Juli 2006 wurde Križnar verhaftet und am 14. August 2006 wegen „illegaler Einreise, Spionage und Verbreitung falscher Nachrichten“ von einem Gericht in al-Faschir im Bundesstaat Schamal Darfur (Nord-Darfur) zu zwei Jahren Haft und einem Bußgeld von 500.000 Dinar (2.400 US-Dollar) verurteilt. Seine Fotoausrüstung sowie Film- und Fotomaterial wurden beschlagnahmt. Nach Verbüßung seiner Haftstrafe sollte Križnar des Landes verwiesen werden.
Die Regierung Sloweniens forderte die Freilassung Tomo Križnars. Der slowenische Präsident Janez Drnovšek schrieb einen entsprechenden Brief an seinen sudanesischen Amtskollegen Umar al-Baschir und schickte einen weiteren Sondergesandten nach Sudan, um dieses Ziel zu erreichen. Schließlich ordnete al-Baschir am 2. September die Begnadigung und Freilassung Križnars an. Am 5. September konnte Križnar nach Slowenien zurückkehren, musste aber sein Film- und Fotomaterial – das nach seinen Angaben unter anderem Massengräber dokumentiert – im Sudan zurücklassen.

## Dokumentarfilme
- Lonely paths, 1995
- Nuba, pure people, 2000
- Nuba, voices from the other side, 2001
- Dar Fur – War for Water, 2008
- Eyes and Ears of God, 2012 (bei Youtube)
- Mit den Schulkindern in den Nuba Mountains, 2013
- Ein Tag aus Konis Leben, 2013